# مسئله سه کارت
مسئله سه کارت یکی از مسائل معروف نظریه احتمالات است که صورت آن به شرح زیر است:
فرض کنید سه کارت در اختیار داریم:
- یک کارت سیاه که دو طرف آن سیاه است.
- یک کارت سفید که دو طرف آن سفید است.
- یک کارت سیاه و سفید که یک روی آن سفید و روی دیگر سیاه است.

سه کارت را داخل کلاهی می‌اندازیم و تصادفا یکی از آنها را انتخاب می‌کنیم. رویی از آن که بالاست سیاه رنگ است. احتمال اینکه روی دیگر نیز سیاه رنگ باشد چه قدر است؟
جواب درست این مسئله ۲/۳ ولی جواب شهودی آن ۱/۲ است.
در نگاه اول به نظر می‌رسد که اگر یک روی کارت سیاه باشد دو حالت برای طرف دیگر وجود دارد. یا کارت ما کارت سیاه است و طرف دیگر نیز سیاه رنگ است یا کارت ما سیاه و سفید است و طرف دیگر سفید است. اشکال اصلی این راه حل این است که در این مسئله نه تنها یک روی کارت سیاه است بلکه رویی از آن  که بالاست  سیاه رنگ است.

## راه حل‌ها

### شهود
شهود به شما می‌گوید که شما کارتی را به صورت تصادفی انتخاب می‌کنید. ولی در واقع شما یک رو از یک کارت را به صورت تصادفی انتخاب کرده‌اید. این سه کارت ۶ رو دارند که ۳ تا از آنها سفید و ۳ تای دیگر سیاه است. از این ۳ روی سیاه دو رو دارای روی دیگر سیاه و دیگری دارای روی سفید است. بنابراین شانس اینکه روی دیگر نیز سیاه باشد ۲/۳ است.

### شماره گذاری
روی کارت‌ها را با اعداد ۱ تا ۶ شماره گذاری می‌کنیم. کارت سیاه شماره‌های ۱ و۲. روی سیاه کارت سیاه و سفید روی سیاه آن ۳ و روی سفید آن ۴ و کارت سفید ۵ و ۶. احتمال اینکه هر کدام از این اعداد در انتخاب تصادفی ما ظاهر شوند برابر است. اگر روی ظاهر شده سیاه باشد احتمال اینکه هر کدام از اعداد ۱، ۲ یا ۳ ظاهر شده باشند برابر است. در دو حالت از این سه حالت روی دیگر کارت سیاه خواهد بود بنابراین احتمال برابر ۲/۳ است.

### روش بیس
احتمال اینکه کارت انتخابی، کارت سیاه باشد ۱/۳ و احتمال اینکه روی کارت ظاهر شده سیاه باشد ۱/۲ است.
{\displaystyle P(X|Y)={\frac {P(X\cap Y)}{P(Y)}}={\frac {\frac {1}{3}}{\frac {1}{2}}}={\frac {2}{3}}}

### روش بیس (حذف کارت سفید)
با توجه به اینکه می‌دانیم کارت انتخاب شده کارت سفید نیست؛ احتمال بالا بودن روی سیاه ۳/۴ و احتمال اینکه کارت انتخاب شده کارت سیاه باشد ۱/۲ است.
{\displaystyle P(X|Y)={\frac {P(X\cap Y)}{P(Y)}}={\frac {\frac {1}{2}}{\frac {3}{4}}}={\frac {2}{3}}}